# Vinicio Ron
Jorge Vinicio Ron Ibarra (n. Quito, Ecuador; 26 de febrero de 1954) es un exfutbolista ecuatoriano.

## Selección nacional
Jugó en 25 partidos con la selección de fútbol de Ecuador de 1976 a 1984. También formó parte de la selección de Ecuador para la Copa América 1979. 

### Participaciones en Copa América
| Copa              | Sede     | Resultado     |
| ----------------- | -------- | ------------- |
| Copa América 1979 | Paraguay | Primera ronda |

## Clubes
| Club                 | País    | Año       |
| -------------------- | ------- | --------- |
| El Nacional          | Ecuador | 1972-1979 |
| Universidad Católica | Ecuador | 1980-1984 |
| Macará               | Ecuador | 1986      |
| Aucas                | Ecuador | 1987-1988 |

## Palmarés
| Título             | Club        | País    | Año  |
| ------------------ | ----------- | ------- | ---- |
| Serie A de Ecuador | El Nacional | Ecuador | 1973 |
| Serie A de Ecuador | El Nacional | Ecuador | 1976 |
| Serie A de Ecuador | El Nacional | Ecuador | 1977 |
| Serie A de Ecuador | El Nacional | Ecuador | 1978 |